# Огородников, Иван Трофимович
Ива́н Трофи́мович Огоро́дников (1900―1978) ― советский педагог, доктор педагогических наук, профессор, член-корреспондент АПН РСФСР  и АПН СССР, заслуженный деятель науки РСФСР.

## Биография
Родился 11 (23) апреля 1900 года в селе Огородники Котельничского уезда Вятской губернии.
В 1919 году поступил на физико-химическое отделение Вятского педагогического института. В 1921 окончил ВятПИ и инструкторско-педагогические курсы. В 1922 году преподавал на педагогических курсах в городе Нолинск. Работал в Нолинском педагогическом техникуме и заведовал отделом социального воспитания Нолинского уездного отдела народного образования. С 1923 по 1928 год работал школьным инспектором и преподавателем педагогического техникума в городе Вятка.
В 1928―1930 годах на учебе в педагогической аспирантуре при НИИ методов школьной работы. С 1930 года преподаёт в Московском высшем инженерно-педагогическом институте, МГУ, Московском областном пединституте. В 1935 году избран профессором.
В 1944―1947 годах был заместителем начальника Главного управления высших учебных заведений Министерства просвещения РСФСР.
В 1949 году перешёл на работу в Московский педагогический государственный институт имени В. И. Ленина. В 1949―1979 годах - заведующий кафедрой педагогики МПГИ.
С 1952 года входит в редакционную коллегию журнала «Советская педагогика».
В 1955 году избран членом-корреспондентом Академии педагогических наук РСФСР. В 1966 году защитил докторскую диссертацию. В 1968 году стал членом-корреспондентом Академии педагогических наук СССР.
Умер в 1978 году в Москве.

## Научная деятельность
Научную работу по педагогике начал в 1924 году. Исследовал историю советской школы, системы народного образования, теории педагогики и методов обучения в средней и высшей школе. Написал ряд учебников и пособий по педагогике для педагогических институтов. Разработал методику изучения процесса преподавания в высшей школе. Участвовал в разработке программ по педагогике.

## Награды и звания
- Орден Трудового Красного Знамени
- Орден «Знак Почёта»
- Медаль К. Д. Ушинского
- Медаль Н. К. Крупской
- Заслуженный деятель науки РСФСР (1971)[1].

## Сочинения
- Организация и методика работы в высшей школе, М., 1934 (совм. с др.)
- Повышение идейного и теоретического уровня преподавания пед. дисциплин в пед. и учит. ин-тах, М., 1947
- О повышении идейного и теоретического уровня учебной и научной работы по пед. наукам, М., 1947
- Педагогика. Учебник для учительских институтов, М., 1946 (совм. с П. Н. Шимбиревым)
- Педагогика. Учебник для педагогических институтов, М., 1954 (совм. с П. Н. Шимбиревым)
- Педагогический практикум, М., 1958; Методика изучения эффективности урока по основам наук в школе, М., 1959;
- Вопросы повышения эффективности урока. Под ред. И. Т. Огородникова, т. 1 - 3, М., 1959 - 64[2].